# Rocher (Ardèche)
Rocher ist eine französische Gemeinde mit 296 Einwohnern (Stand 1. Januar 2022) im Département Ardèche in der Region Auvergne-Rhône-Alpes. 

## Geografie
Rocher liegt in Südfrankreich im Zentralmassiv im Regionalen Naturpark Monts d’Ardèche an der Ligne, 96 Kilometer südwestlich von Saint-Étienne, vier Kilometer nördlich von Largentière auf einer mittleren Höhe von 521 m. Die Mairie steht auf einer Höhe von 355 m. Nachbargemeinden von Rocher sind, Chazeaux im Nordosten, Chassiers im Südosten, Tauriers im Süden sowie Prunet im Nordwesten. Das Gemeindegebiet hat eine Fläche von 314 Hektar.
Die Gemeinde ist einer Klimazone des Typs Cfb (nach Köppen und Geiger) zugeordnet: Warmgemäßigtes Regenklima (C), vollfeucht (f), wärmster Monat unter 22 °C, mindestens vier Monate über 10 °C (b). Es herrscht Seeklima mit gemäßigtem Sommer.

## Bevölkerungsentwicklung
| Jahr                       | 1962 | 1968 | 1975 | 1982 | 1990 | 1999 | 2007 | 2019 |
| Einwohner                  | 203  | 205  | 224  | 244  | 260  | 227  | 275  | 276  |
| Quellen: Cassini und INSEE |      |      |      |      |      |      |      |      |

## Kultur und Sehenswürdigkeiten
Die Katholiken in Rocher gehören zur römisch-katholischen Pfarrei Saint Joseph au Pays de Ligne, die Teil des Bistums Viviers ist. In der Kirche befindet sich ein 1998 als Monument historique klassifizierter silberner Reliquienschrein aus dem Ende des 17. oder Anfang des 18. Jahrhunderts. Das Reliquiar, das ein kleines Stück des Kreuzes Christi enthalten soll, ist verschlossen mit dem Siegel von Joseph-Michel-Frédéric Bonnet, der von 1876 bis 1923 Bischof von Viviers war.

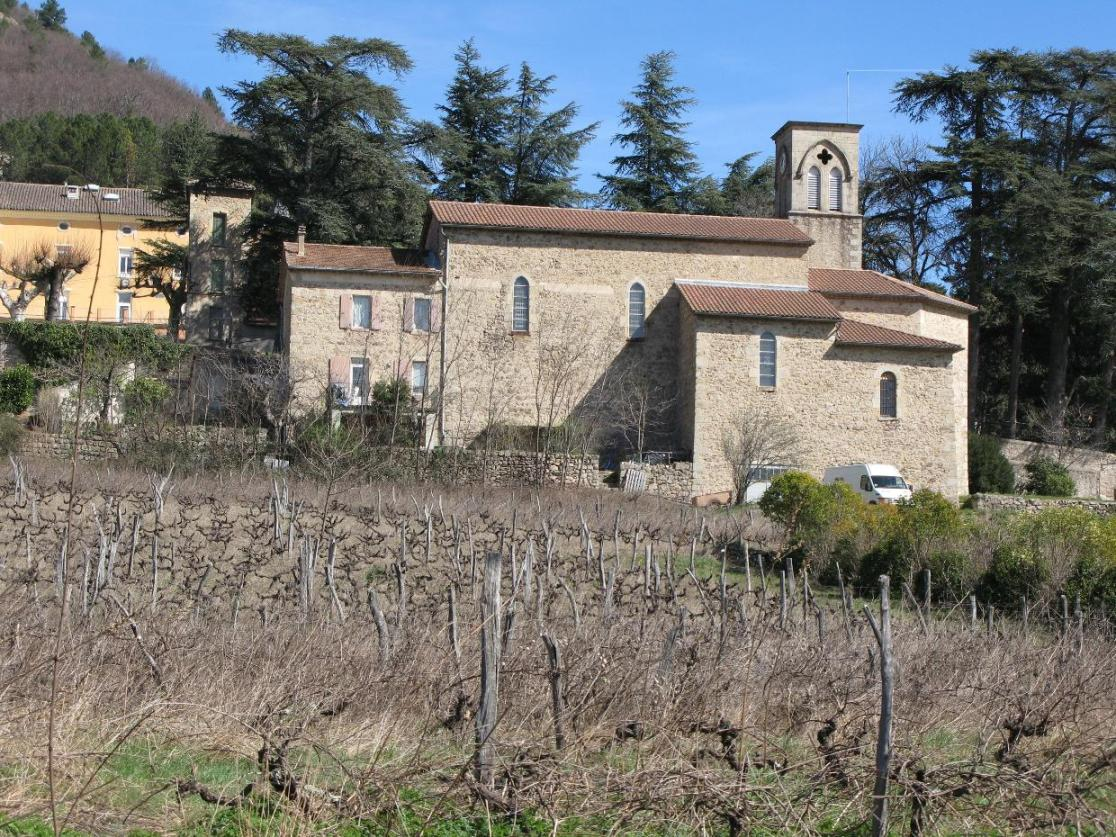
Kirche Notre-Dame du Ranc Courbier

## Wirtschaft
Auf dem Gemeindegebiet gelten kontrollierte Herkunftsbezeichnungen (AOC) für Picodon-Käse und Edelkastanien (Châtaigne d’Ardèche) sowie geschützte geographische Angaben (IGP) für Dauerwurst (Saucisson de l’Ardèche), Schinken (Jambon de l’Ardèche) und Wein (Ardèche, Comtés Rhodaniens und Méditerranée).